# William Tyndale

Porträt Tyndales in einer 1534 erschienenen Ausgabe des Neuen Testaments

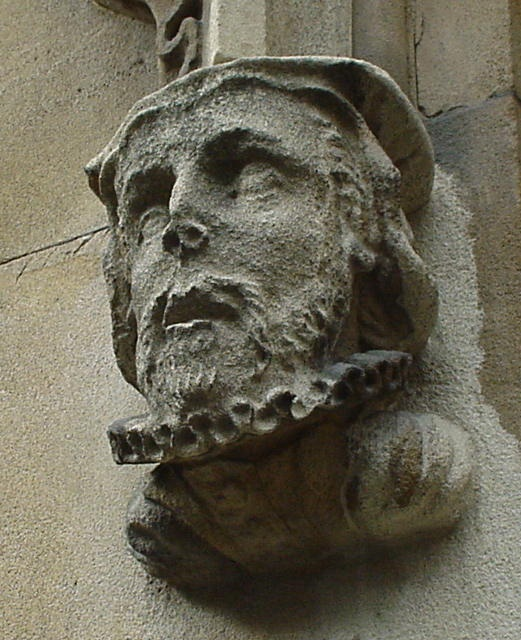
Büste von William Tyndale

William Tyndale, auch William Tindale [ˈtɪndəl] (* um 1494 in North Nibley bei Gloucester, England; † 6. Oktober 1536 in Vilvoorde bei Brüssel) war ein englischer Priester und Gelehrter und übersetzte die Bibel in die englische Sprache. Seine Bibelübersetzung, die bereits etwa 100 Jahre vor der King-James-Bibel entstand, war zwar nicht die erste englische Bibelübersetzung, aber dank der Erfindung der Druckerpresse die erste, die eine große Verbreitung fand.

## Leben
Die Datierung seiner Geburt ist unsicher; die Angaben liegen zwischen 1484 und 1496. Er wurde vermutlich in North Nibley, 15 Meilen von Gloucester in England, geboren. Seine universitäre Ausbildung erhielt er in Oxford, Magdalen Hall, und an der Universität Cambridge. Um 1520 wurde er Hauslehrer bei der Familie von Sir John Walsh in Little Sodbury in Gloucestershire. 
Tyndale beschäftigte sich mit der Bibel und nahm die Lehren der Reformation auf; diese Ansichten galten aus römisch-katholischer Sicht als häretisch. Dies führte zum Konflikt. Tyndale verließ London um 1523. Mit der Unterstützung von Sir Humphrey Monmouth, einem Großkaufmann in London, und anderen an einer Übersetzung der Bibel interessierten Bürgern begann er in Deutschland, vermutlich Wittenberg (s. u.), die Bibel in die englische Sprache zu übersetzen. Diese Übersetzung war durch die Kirche nicht autorisiert. Sie enthielt Kommentare, die reformatorische Sichtweisen wiedergaben.
Im Frühjahr 1524 kam Tyndale über Hamburg zur Universität Wittenberg, wo er am 27. Mai 1524 unter dem Pseudonym „Guillelmus Daltici ex Anglia“ immatrikuliert wurde. Hier arbeitete er an seiner Bibelübersetzung, bis er 1525 eine druckfertige Vorlage hatte. Diese brachte er nach Köln zum Drucker Quentel, wo ursprünglich 3000 Exemplare im Quartformat gedruckt werden sollten. Allerdings wurde der Druck 1526 durch den Luther-Gegner Johannes Cochläus verraten, doch mit seinem Mitarbeiter konnte Tyndale nach Worms entkommen. In Köln war mit dem Druck des Neuen Testaments im Sommer 1525 angefangen worden, in Worms wurde nun von neuem begonnen, und 1526 erschien hier eine Ausgabe im Oktavformat in einer Auflage von 6000 Exemplaren beim Buchdrucker Peter Schöffer dem Jüngeren. 

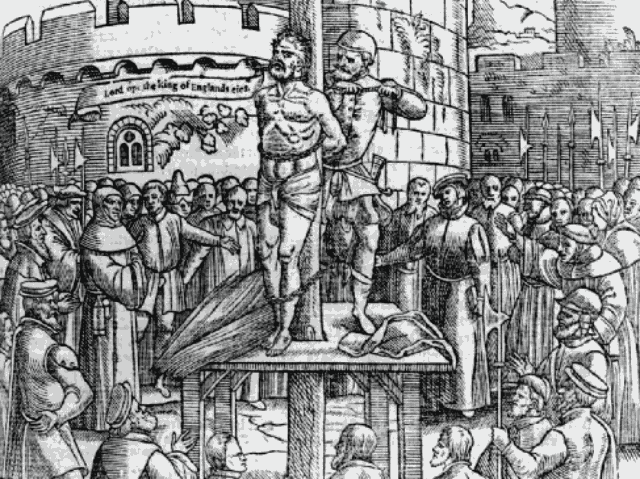
Hinrichtung Tyndales

Die Übersetzung von Tyndale wurde durch die englische Regierung verboten und seine Bücher verbrannt. Nur zwei Exemplare der Wormser Oktavausgabe sind erhalten. Tyndale selbst wurde auf Betreiben von Repräsentanten des Königs Heinrich VIII. und der Kirche von England, die gerade erst im Begriff war, sich von der Kirche von Rom zu lösen, und an deren Sichtweise in dieser Frage noch festhielt, zum Tod auf dem Scheiterhaufen verurteilt. Er wurde am 6. Oktober 1536 in Vilvoorde (ca. 10 km nördlich von Brüssel) erwürgt und danach verbrannt.

## Vermächtnis
Mit seiner Übersetzung der Bibel führte er neue Begriffe in die englische Sprache ein: Jehovah, Passover (als Bezeichnung für Pessach), scapegoat, atonement (= at + one + ment), the powers that be, my brother’s keeper, the salt of the earth, a law unto themselves, childishness, to excommunicate, fisherman, judgment seat, sorcerer, unbeliever und ungodly.
Während die King-James-Bibel für den englischsprachigen Protestantismus später von größerem Einfluss werden sollte, bildet Tyndales Übersetzung trotzdem einen wichtigen Baustein des kollektiven anglophonen Gedächtnisses, und zwar aus zweierlei Gründen: Zum einen war seine Version die Formulierung, die William Shakespeare kannte und zitierte. Zum anderen ist seine Übersetzung der Psalmen die Grundlage für die Psalmenübersetzungen in den verschiedenen anglikanischen Books of Common Prayer, die durch die Jahrhunderte und auch noch heute liturgische Anwendung finden.
Spalatin schreibt über Tyndale in einem Tagebucheintrag vom 11. August 1526.

## Gedenktag

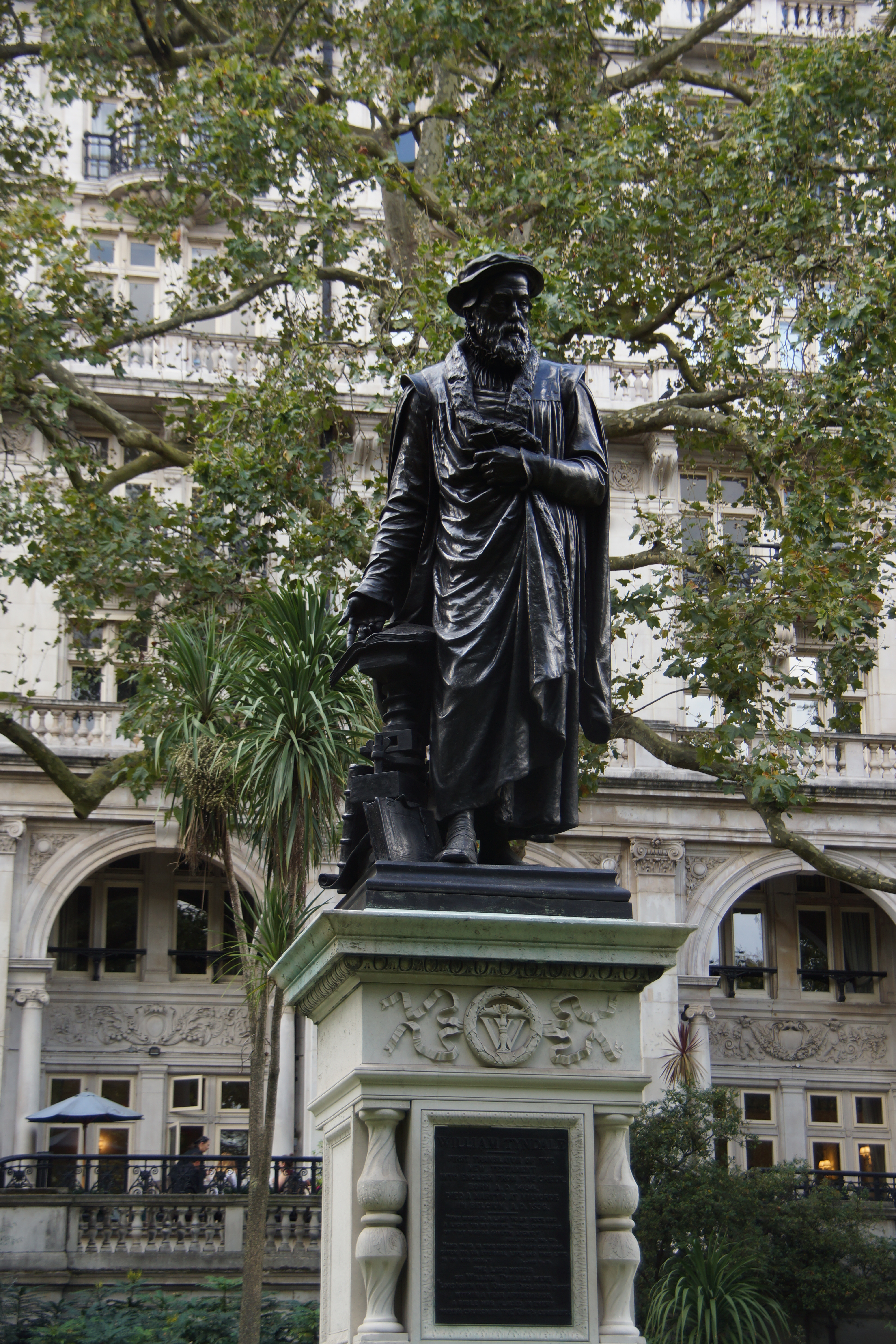
Statue auf dem Victoria Embankment, London

Tyndales Gedenktag am 6. Oktober gilt für folgende Kirchen:
- Evangelische Kirchen:
  - Evangelische Kirche in Deutschland[1]
  - Evangelisch-Lutherische Kirche in Amerika[2]
- Anglikanische Gemeinschaft[3]

## Verfilmungen
Das Leben von William Tyndale wurde zweimal verfilmt: zum einen 1937 unter dem Titel William Tindale und zum anderen 1986 unter dem Titel William Tyndale – Geächtet im Namen Gottes. Auch im Kurzfilm Stephen’s Test of Faith (1998) ist eine schauspielerische Darstellung von William Tyndale zu finden.